# سولومون ليو
سولومون ليو (بالإنجليزية: Solomon Lew)‏ هو شخصية أعمال أسترالي، ولد في 22 مارس 1945 في برونزويك ‏ في أستراليا.